# Liste der größten Bibliotheken der Erde
Diese sortierbare Liste der größten Bibliotheken der Erde enthält die Bibliotheken, deren Sammlungen mindestens 15 Millionen Einzelmedien umfassen. Darin eingeschlossen sind Bücher, Periodika, handschriftliche Texte (wie Briefe, Urkunden, Musikalien und Verträge) sowie Fotos, Postkarten und Landkarten. Vereinzelt zählen auch Patente und Gemälde dazu.

## Liste
| Name                                                                         | Standort                                      | Größe (Anzahl der Medien) | Besucher pro Jahr | Budget              | Mitarbeiter |
| ---------------------------------------------------------------------------- | --------------------------------------------- | ------------------------- | ----------------- | ------------------- | ----------- |
| British Library                                                              | Vereinigtes Königreich, London                | 170 Millionen             | 1,75 Millionen    | 141 Millionen £     | 1977        |
| Library of Congress                                                          | Vereinigte Staaten, Washington, D.C.          | 164 Millionen             | 1,9 Millionen     | 696 Millionen US$   | 3210        |
| New York Public Library                                                      | Vereinigte Staaten, New York City             | 55,1 Millionen            | 17,4 Millionen    | 300 Millionen US$   | 2937        |
| Russische Staatsbibliothek                                                   | Russland, Moskau                              | 46 Millionen              | 1,17 Millionen    | 1,64 Milliarden RUB | 1972        |
| Russische Nationalbibliothek                                                 | Russland, Sankt Petersburg                    | 37 Millionen              | 1 Million         |                     |             |
| Deutsche Nationalbibliothek                                                  | Deutschland, Leipzig, Frankfurt am Main       | 49,7 Millionen            | 159.625           | 62,8 Millionen €    | 611,8       |
| Nationale Parlamentsbibliothek                                               | Japan, Tokio, Kyōto                           | 43,4 Millionen            | 654.000           | 21,8 Milliarden ¥   | 908         |
| Bayerische Staatsbibliothek                                                  | Deutschland, München                          | 38,5 Millionen            | 1,1 Millionen     | 63,9 Millionen €    | 805         |
| Dänische Königliche Bibliothek                                               | Dänemark, Kopenhagen                          | 35,4 Millionen            | 1,5 Millionen     | 412,4 Millionen DKK | 430         |
| Chinesische Nationalbibliothek                                               | Volksrepublik China, Peking                   | 36,5 Millionen            | 5,2 Millionen     |                     | 1365        |
| Bibliothèque nationale de France                                             | Frankreich, Paris                             | 40 Millionen              | 1,3 Millionen     | 254 Millionen €     | 2668        |
| Staatsbibliothek zu Berlin                                                   | Deutschland, Berlin                           | 32 Millionen              | 1,4 Millionen     | 60,7 Millionen €    | 712         |
| Bibliothek der Russischen Akademie der Wissenschaften                        | Russland, Sankt Petersburg                    | 26,5 Millionen            |                   |                     |             |
| Spanische Nationalbibliothek                                                 | Spanien, Madrid                               | 25 Millionen              | 131.000           | 52,9 Millionen €    | 468         |
| Boston Public Library                                                        | Vereinigte Staaten, Boston                    | 23,4 Millionen            |                   | 38,9 Millionen US$  |             |
| Library and Archives Canada                                                  | Kanada, Ottawa                                | 22,5 Millionen            |                   | 127 Millionen C$    | 1152        |
| New York State Library                                                       | Vereinigte Staaten, Albany (New York)         | 20 Millionen              |                   |                     |             |
| Königliche Bibliothek zu Stockholm                                           | Schweden, Stockholm                           | 18 Millionen              |                   |                     | 350         |
| Harvard University Library                                                   | Vereinigte Staaten, Cambridge (Massachusetts) | 20,4 Millionen            |                   | 167 Millionen US$   | 800         |
| Wernadskyj-Nationalbibliothek der Ukraine                                    | Ukraine, Kiew                                 | 15,8 Millionen            | 500.000           | 50,3 Millionen ₴    | 900         |
| Naturwissenschaftliche Bibliothek der Russischen Akademie der Wissenschaften | Russland, Moskau                              | 15 Millionen              |                   |                     | 300         |

## Weitere Bibliotheken mit einem großen Bestand
| deutschsprachiger Raum - Österreichische Nationalbibliothek in Wien, 12,23 Millionen Medieneinheiten - Universitätsbibliothek Johann Christian Senckenberg in Frankfurt am Main, 11,63 Millionen Medieneinheiten - Technische Informationsbibliothek in Hannover, 9 Millionen Medieneinheiten - ETH-Bibliothek in Zürich, 8,45 Millionen Medieneinheiten - Universitätsbibliothek der Universität Wien, 7,9 Millionen Medieneinheiten - Niedersächsische Staats- und Universitätsbibliothek Göttingen, 7,7 Millionen Medieneinheiten - Universitätsbibliothek Basel, 7 Millionen Medieneinheiten - Universitätsbibliothek der LMU München, 6,5 Millionen Medieneinheiten - Universitätsbibliothek der Humboldt-Universität zu Berlin, 6,5 Millionen Medieneinheiten - Zentralbibliothek Zürich, 6 Millionen Medieneinheiten - Universitäts- und Landesbibliothek Münster, 6 Millionen Medieneinheiten - Württembergische Landesbibliothek in Stuttgart, 5,8 Millionen Medieneinheiten - Universitäts- und Landesbibliothek Sachsen-Anhalt in Halle (Saale), 5,55 Millionen Medieneinheiten - Universitätsbibliothek Leipzig, 5,5 Millionen Medieneinheiten - Sächsische Landesbibliothek – Staats- und Universitätsbibliothek Dresden, 5,4 Millionen Medieneinheiten - Universitätsbibliothek Erlangen-Nürnberg, 5,4 Millionen Medieneinheiten - Staats- und Universitätsbibliothek Hamburg, 5 Millionen Medieneinheiten - Schweizerische Nationalbibliothek in Bern, 5 Millionen Medieneinheiten USA und Kanada - University of Illinois at Urbana–Champaign Library, 13,2 Millionen Medieneinheiten - Yale University Library in New Haven, 12,8 Millionen Medieneinheiten - University of California, Berkeley Libraries, 11,6 Millionen Medieneinheiten - Columbia University Libraries in New York City, 11 Millionen Medieneinheiten - University of Michigan Library in Ann Arbor, 10,8 Millionen Medieneinheiten | restliches Europa - National Library of Scotland in Edinburgh, 14 Millionen Medieneinheiten - Rumänische Nationalbibliothek in Bukarest, 13 Millionen Medieneinheiten - Italienische Nationalbibliothek in Florenz, 11 Millionen Medieneinheiten - Széchényi-Nationalbibliothek in Budapest, 8 Millionen Medieneinheiten - Nationalbibliothek von Belarus in Minsk, 8 Millionen Medieneinheiten - Biblioteka Narodowa in Warschau, 7,9 Millionen Medieneinheiten - Italienische Nationalbibliothek in Rom, 7,2 Millionen Medieneinheiten - Nationalbibliothek der Tschechischen Republik in Prag, 7,2 Millionen Medieneinheiten - Königliche Bibliothek der Niederlande in Den Haag, 6 Millionen Medieneinheiten - Serbische Nationalbibliothek in Belgrad, 6 Millionen Medieneinheiten - Lettische Nationalbibliothek in Riga, 5 Millionen Medieneinheiten restliche Welt - Brasilianische Nationalbibliothek in Rio de Janeiro, 9 Millionen Medieneinheiten |